# Бионика
Бионика (словосъчетание от биология и техника) означава прилагането на методи и системи, открити в природата, в изучаването и проектирането на инженерни системи и модерни технологии.
Търсеният ефект е пренасянето на технологии, тъй като под натиска на еволюцията естествените системи обикновено се оптимизират и стават високоефективни. Класически пример за това е разработването на боя, незадържаща вода и замърсявания, създадена на основата на микроскопски изследвания върху цветето лотос и други растения, които на практика не задържат замърсявания (ефект на лотоса). Примерите за бионични резултати в инженерството включват корпуси на кораби, имитиращи структурата на кожата на делфините, както и сонар, радар и медицински ултразвуков уред, имитиращи ехолокацията на прилепите.
Тъй като биониката се занимава основно със системи за обработка на информацията и регулиране, често се разглежда като дял на кибернетиката. Такива са например системата от рецептори на гърмящата змия, която реагира на температурни разлики от 0,001 °C, и рецепторите на някои дълбоководни животни, които могат да отчитат разлика в електрическо поле от 0,003 V/mm и други.
В областта на информационните системи биониката е помогнала в създаването на изкуствени невронни мрежи и разпределената интелигентност. Еволюционните алгоритми също са вдъхновени от биониката, но те доразвиват идеята, като симулират еволюцията с компютър и произвеждат оптимални решения, които никога не са съществували в природата.

## Методи на създаване
Има различни начини, чрез които един проблем се решава с помощта на биониката.
При единия метод (бионика на аналогията), съществуващият проблем в дадена област се формулира, след това се търсят аналогии в природата, анализират се тези аналогии и се търси решение на проблема с получените знания от природата. Пример за това например е разработката на паякообразни роботи, при които краката им са с автономни функции на управление и са по-добри от централно управлявани роботи.
По другият метод (абстрактна бионика), се правят изследвания на биологичните системи и се описват основните принципи на работа. След това този принцип се отделя от специфичните понятия на чистата биология (прави се общовалиден – абстрактен) и се търсят възможни технически приложения заедно със специалисти от други области. Пример за това е изследването на структурата на краката на гекона. Изследванията с модерни средства на способността на гекона да се движи бързо по гладки вертикални стени и тавани без да оставя следи, показват, че това става с използването на сили на Ван дер Ваалс. Именно това знание се използва за създаването на продукти, като например лепяща лента, която не оставя лепилни остатъци.
За създаването на нови технологии с използването на биониката, може да се определят основно три нива във фауната и флората, които могат да се моделират:
- Възпроизвеждане на естествените методи на производство.
- Възпроизвеждане на механизми от природата.
- Изследване на организационни принципи от социалния живот на живите организми, като мравки, пчели, птици и риби.

Биониката може да се раздели на различни специализирани раздели, като например:
- Сензорната бионика изследва системите за възприемане на сигналите.
- Биониката на движенията изследва системите за задвижване, влиянието на покритията и напасването към движението на флуидите.
- Строителната бионика изследва общата конструкция на животните и растенията или техни продукти. Така например в областта на строителните технологии интерес представлява създаването на слоести структури. Идеята е взета от конструкцията на раковините на дълбоководни охлюви. При тях се редуват меки и твърди слоеве и ако се пропука твърд слой, деформацията са поглъща от мекия слой и не се разпространява по-нататък.
- Климатичната бионика изследва системите за пасивно охлаждане, вентилация и нагряване.
- Технологичната бионика изследва различни биологични процеси като например фотосинтеза, регулиране на температура и др.
- Невробиониката изследва предаването на информацията в живите организми и т.н

### Примери за разработки в биониката
- „Велкро“ е много използван пример за използване на природата. През 1948 г. швейцарският инженер Жорж дьо Местрал при чистенето на кучето си след разходка, разбира как семенните кутийки на репея се закрепват за козината му. Той успява да създаде велкро – текстилно подобие на репейния механизъм.
- Експерименталният автомобил Mercedes-Benz Bionic (2005 г.) е с много нисък коефициент на аеродинамично съпротивление и с форма, вдъхновена от рибата Ostracion cubicus.[1]
- Светоотражателят „Котешко око“ е открит и патентован от англичанина Пърси Шоу през 1935 г. като следствие на наблюденията му върху отражението на светлината от очите на нощни животни като котки, кучета и други.
- Поради способността на лотоса да не се замърсява, като не се омокря и водните капки не само не се задържат, но имат и почистващ ефект, той представлява интерес за учените. Има разработени различни покрития, които се използват за сгради (покриви, прозорци и др.).
- Учени от GE, изследвайки структурата на крилото на пеперудата, откриват принципи, които им помагат да разработват нанодатчици за откриването на различни химични съединения, включително и експлозиви.
- В Хараре (Зимбабве) е построена търговската и офис сграда Eastgate Centre с пасивна система за охлаждане, която използва за прототип жилищата на термитите. Чрез система от комини, които се отварят през нощта и затварят през деня, се постига минимална температурна разлика и 90% икономия на енергия спрямо конвенционално охлажданите с климатични инсталации сгради. Сграда съгласно тези принципи е построена и в Лондон.
- Геконът използва сили на Ван дер Ваалс, за да се придвижва без използването на лепило или смукатели по повърхността. В долната страна на краката му има разположени голям брой фини косъмчета. Всяко косъмче има много малка сила на привличане с повърхността, върху която ходи геконът. Поради големият брой такива косъмчета сумарната сила е достатъчно голяма. Тъй като геконът притежава около 29 000 броя на квадратен сантиметър, то силата, с която се задържа геконът, е от порядъка на 40 N (около 0,4 kg).
- Изследвания от април 2009 г. на Университета в Генуа показват, че перата на птиците са подходящи да намаляват съществено съпротивлението на самолетите във въздуха и на подводните съдове във водата. Такива съдове, покрити с пера, могат да бъдат много по-ефективно използвани. Италианският учен Александро Ботаро изследва функционирането на покривните пера на крилата на птиците. Той и неговите сътрудници установяват, че при полет на птиците някои от перата застават под определен ъгъл и намаляват колебанията на въздушния поток. При тестване във въздушен тунел се измерва до 15% намаляване на съпротивлението на въздушния поток.[2] Счита се, че при използване на разработена на базата на изследване на полета на совата технология ще може значително да се намали шума от самолетите.

### Перспективи за развитие
Всеки човек, наблюдаващ професионално или любителски природата в нейното разнообразие – насекоми, животни, растения, висши млекопитаещи и особено човешкият организъм, не може да не си дава сметка, че нашите познания са все още много ограничени. Поради тази причина използването на все по-модерни методи за изследване на природата и особено все по-модерните методи за производство ще водят все повече до практически резултати в биониката. Нанотехнологите, микроелектрониката и химията в своето развитие допринасят за това.
Природата не патентова постиженията си и всички могат да ги копират.

## Специфично използване на понятието

### В медицината
В медицината бионика означава замяна на органи и части от тялото. Пример за това са кохлеарните импланти.. През 2004 г. е разработен напълно функционален изкуствен слухов орган.
Развитието на нанотехнологиите се очаква да доведе до много повече постижения в тази област. Един известен пример за евентуален бъдещ наноорган е предложението за разработка на изкуствена червена кръвна клетка респироцит. Тя е само един теоретичен модел, който, ако бъде създаден, трябва да превъзхожда многократно способностите на живата клетка.
Друга насока е разработването на изкуствена ретина.